# Бергсон да Сілва
Бергсон да Сілва (порт. Bergson da Silva, нар. 9 лютого 1991, Алегрете) — бразильський футболіст, нападник малайзійського клубу «Джохор Дарул Тазім». Виступав також за низку бразильських і закордонних клубів.

## Ігрова кар'єра
Бергсон да Сілва народився 1991 року в місті Алегрете, та є вихованцем футбольної школи клубу «Греміо». у 2010 році футболіст розпочав виступи в основній команді клубу, і хоча цього року став у її складі переможцем Ліги Гаушу, наступного року керівництво клубу віддало Бергсона в оренду, і з 2001 до 2015 року він грав у оренді за клуби «Сувон Самсунг Блювінгз», «Віла-Нова», «Іпіранга» (Ерешин), «Брага Б», «Жувентуде», «Португеза Деспортос», «Шапекоенсе» та «Пусан Ай Парк».
У 2015 році Бергсон став гравцем бразильського клубу «Наутіко Капібарібе» на правах постійного контракту, та грав у його складі до 2017 року. У складі команди з Ресіфі він став одним із основних гравців атакувальної ланки команди, відзначившись 11 забитими голами в 45 проведених матчах за клуб.
У 2017 році футболіст перейшов до клубу «Пайсанду» (Белен), у якому став переможцем Ліги Паранаенсе. У 2018 році Бергсон перейшов до клубу «Атлетіку Паранаенсе», в якому в цьому році став володарем Південноамериканського кубка, а наступного року вдруге став переможцем Ліги Паранаенсе. У 2019—2021 роках футболіст грав у бразильських клубах «Сеара» та «Форталеза».
У 2021 році бразильський нападник перейшов до малайзійського клубу «Джохор Дарул Тазім». У складі джохорської команди Бергсон швидко проявив свої бомбардирські здібності, відзначившись до початку 2025 року 96 голами у 80 матчах лише в чемпіонаті країни, та ставав кращим бомбардиром чемпіонату та кубку країни. У складі команди бразилець тричі става переможцем Ліги Супер, тричі володарем Кубка Футбольної асоціації Малайзії, двічі володарем Кубка Малайзії, та двічі володарем Суперкубка Малайзії.

## Титули і досягнення
- Володар Південноамериканського кубка (1):

«Атлетіку Паранаенсе»: 2018
- Переможець Ліги Гаушу (2):

«Греміо»: 2010
- Переможець Ліги Паранаенсе (1):

«Пайсанду» (Белен): 2017
«Атлетіку Паранаенсе»: 2019
- Переможець Ліги Супер (4):

«Джохор Дарул Тазім»: 2021, 2022, 2023, 2024-25
- Володар Кубка Футбольної асоціації Малайзії (3):

«Джохор Дарул Тазім»: 2022, 2023, 2024
- Володар Кубка Малайзії (3):

«Джохор Дарул Тазім»: 2022, 2023, 2024-25
- Володар Суперкубка Малайзії (4):

«Джохор Дарул Тазім»: 2022, 2023, 2024, 2025
- Кращий бомбардир Ліги Супер: 2022, 2024-25